# Presó de Reina Amàlia
La presó de Reina Amàlia, coneguda popularment com la «presó vella», va ser un centre penitenciari que va funcionar des de l'any 1839 fins al 1936 al Raval de Barcelona, on actualment hi ha la plaça de Folch i Torres.

## Història

### Presó per a tots (1839-1904)
El 1833 s'hi construí el nou convent de Sant Vicent de Paül als carrers de la Lleialtat i Amàlia, aquest darrer dedicat a Maria Josepa Amàlia de Saxònia, que fou la tercera esposa del rei Ferran VII d'Espanya. El 1835, va ser incendiat per l'anticlericalisme popular i el 1836, la Desamortització de Mendizábal va fer fora els monjos i sobre les restes malmeses s'hi va condicionar la presó, coneguda popularment com a «Presó d'Amàlia».
El 1839 començà l'activitat de la «presó vella», que acollia indistintament homes, dones, infants i ancians. El 1847, la presó arribà al seu màxim nivell d'ocupació. No obstant, la seva capacitat oficial no arribava als 300 reclusos, el nombre de presos i preses que hi eren confinats va arribar als 800 durant els seus primers anys de funcionament, fins a l'any 1847 en què es va arribar a un grau d'ocupació de prop de 1500 reclusos. Les condicions higièniques hi eren penibles. A Barcelona se solia regalar el pa mal cuit, les verdures mig podrides i la carn que no deixaven vendre als mercats a les presons i als orfenats. A més, la corrupció era generalitzada i hi vigia la llei del més fort. L'arxiu de l'advocat Pere Armengol conté unes cartes d'un pres Carlos E. Denger que descriu amb detall tota una sèrie d'abusos, com per exemple el fet que els encausats d'un gran robatori gaudeixen força llibertat i privilegis, «mentre altres que per la seva posició social o bones qualitats personals» han de romandre «en completa clausura», perquè no li han fet a l'alcaid un «regal de 40 duros».
Durant la dècada de 1890, arran del mur de la presó, a l'anomenat Pati dels Corders, Nicomedes Méndez es va encarregar d'ajusticiar alguns delinqüents condemnats a mort, per mitjà del mètode del garrot vil, com Isidro Mompart i Aniceto Peinador, condemnats per assassinat, o l'anarquista Santiago Salvador, acusat de l'atemptat del Liceu.

### Presó per a dones (1904-1936)
L'any 1904, amb la inauguració de la Presó Model al carrer d'Entença, la «presó vella» va esdevenir només presó de dones en substitució de l'antiga de «La Galera», situada a l'actual plaça de Salvador Seguí. Rebia aquest nom a causa de l'obligació que tenien les recluses, majoritàriament de classe baixa, de treballar en la confecció de filats.
Durant el primer terç del segle xx, per la presó també hi van passar preses polítiques, sobretot anarquistes. Mai no van arribar a ser majoria a Reina Amàlia, però sí un bon nombre en períodes de revoltes i vagues, com la Setmana Tràgica, el 1909, quan Barcelona va començar a ser coneguda com la Rosa de Foc. La majoria de condemnes eren per petits furts, però també per ser lesbianes o per blasfemes. Entre les recluses hi ha hagut, entre molts altres Maria Rosa Sagnier, de noble nissaga, per haver pertorbat per fundamentalisme catòlic l'estrena d'una obra de teatre anticlerical i no haver pagat la multa. La cantant Bella Dorita, s'hi va estar «per escàndol públic». Un primer assalt va tenir lloc a mitjan d'abril de 1931, es van alliberar les preses, es van cremar les màrfegues i les fitxes antropomètriques.
El 22 de desembre de 1935 se celebrà al veí Teatre Olympia un míting organitzat per la CNT contra la pena de mort i per advocar per l'indult dels qui s'hi trobaven condemnats. El sistema jurídic de la Segona República Espanyola tenia aleshores dictades 30 penes de mort. Hi van pronunciar discursos Tomás Herreros, Vicente Pérez, Francisco Ascaso, Liberto Callejas i Vicente Ballester Marco.

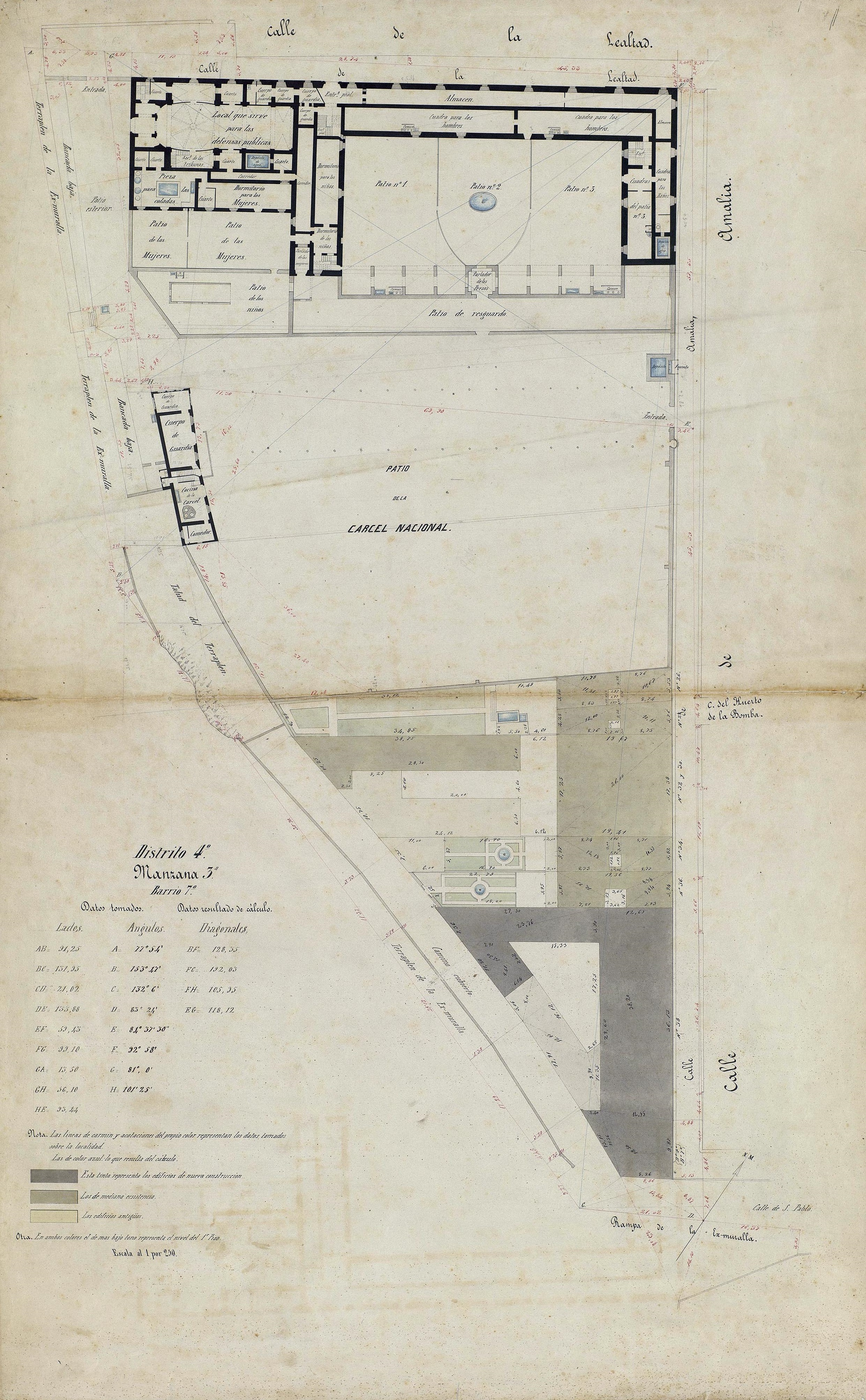
Quarteró núm. 104 de Garriga i Roca (c. 1860)

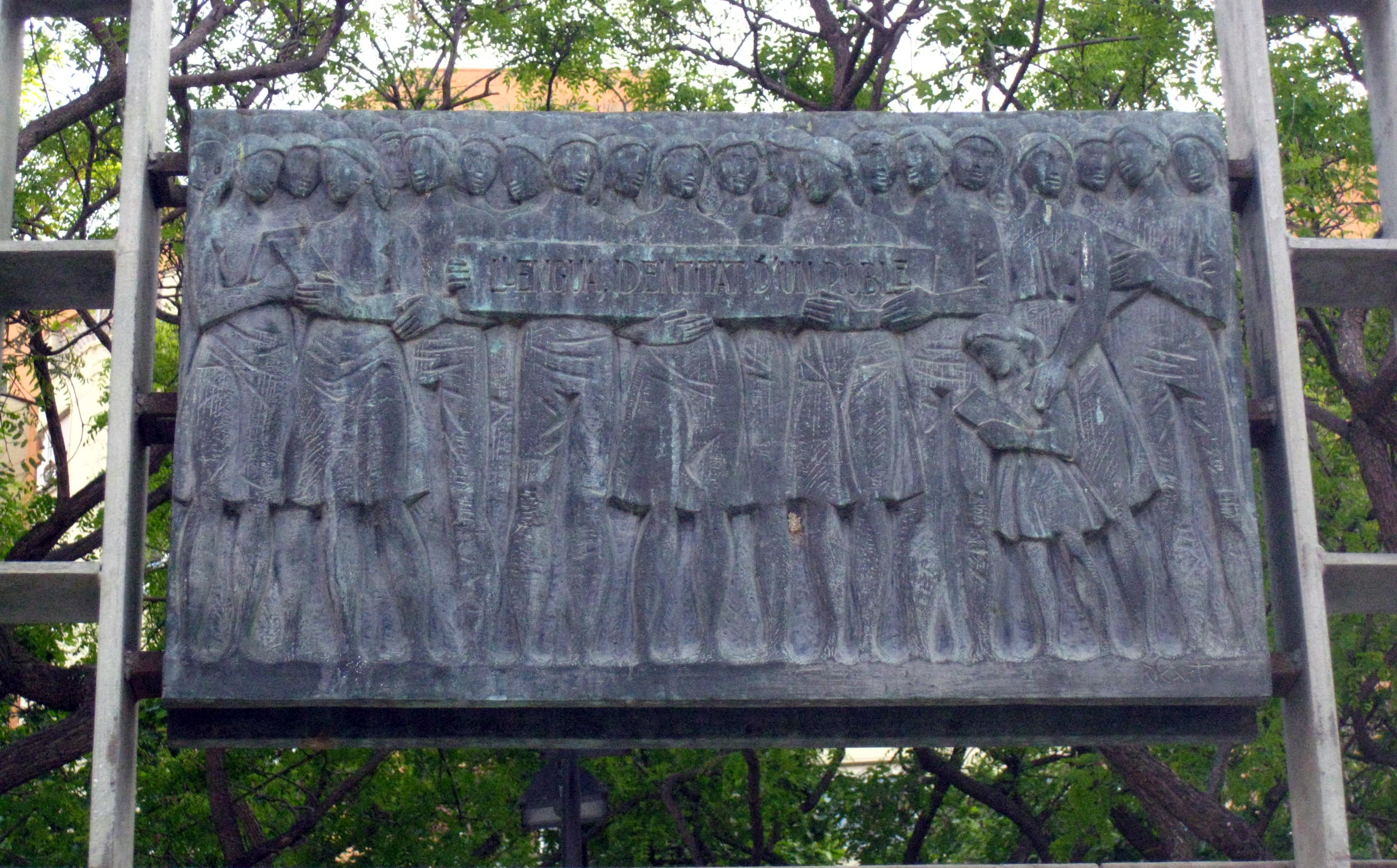
Detall de la plaça de Folch i Torres

El 19 de juliol de 1936, un cop aturat el cop d'estat militar, es va procedir a l'alliberament de les preses i el govern va aprofitar políticament el fet per denunciar les males condicions de la vida penitenciària que havien imposat els règims monàrquics anteriors a 1931. El 21 d'agost de 1936 s'inicià l'enderrocament oficial de la presó amb un acte municipal amb la presència de l'alcalde, Carles Pi i Sunyer, i el conseller-regidor Antoni Ventós. L'enderroc, a pic i pala, fou a càrrec de membres del Sindicat de la Construcció de la CNT.
La plaça encara se l'anomenava «la placeta de la presó» o «la plaça de la presó de dones», i va rebre el nom de plaça Josep Maria Folch i Torres l'any 1963, quan es va inaugurar el nou edifici de l'Institut Milà i Fontanals. El 2017 s'hi van fer recerques arqueològiques amb motiu del projecte de reurbanització de la plaça.